# Estrela Negra de Bissau
EN Bissau (Estrela Negra de Bissau) je fotbalový klub státu Guinea-Bissau. Homecity (Domácí město) má EN Bissau v hlavním městě Bissau tohoto státu. Jejich barvy jsou červená, žlutá a alternativní zelená. Hraje za ně 22 hráčů. Stadion se jmenuje Estrela Negra Stade a má kapacitu 5 000 míst. Kapitán týmu je většinou  Issa Modibo. Trenér se jmenuje  Pierre Francis a manager týmu je  Joao Allea.

## Soupiska
| #  | Pozice | Hráč               |
| -- | ------ | ------------------ |
| 1  | B      | Jacinto Achyou     |
| 7  | B      | Moises Rulou       |
| 30 | B      | Oumar Ibrahim      |
| 12 | O      | Malang Obroo       |
| 13 | O      | Saryot Menut Sylla |
| 15 | O      | Algassimou Pacha   |
| 9  | O      | Ali-Sabab Keroche  |
| 8  | O      | Alpha Amadou Sory  |
| 11 | O      | Jean Sonco Carlos  |
| 14 | O      | Serifo Elyou       |
| 20 | Z      | Boubacar Modeo     |

| #  | Pozice | Hráč              |
| -- | ------ | ----------------- |
| 3  | Z      | Mohamed Hawi      |
| 16 | Z      | Menut Habyo       |
| 25 | Z      | Halit Moussaro    |
| 35 | Z      | Hedi Pytte Murafo |
| 23 | Z      | Mohamed Arass     |
| 4  | Z      | Oliver Touré      |
| 10 | Ú      | Francis Fortune   |
| 31 | Ú      | Mohamed Musaf     |
| 22 | Ú      | Hadji Mousafa     |
| 2  | Ú      | Issa Modibo (C)   |

## Přestupy 2008
DO
prázdno
VEN
Ú-  Habir Fekke (Kamboi Eagles)